# Pseudo Harem
Pseudo Harem (jap. 疑似ハーレム Giji hāremu) – manga autorstwa Yū Saitō. Była publikowana na Twitterze Saitō od czerwca 2018 do marca 2021, a później również w magazynie „Gekkan Shōnen Sunday” wydawnictwa Shōgakukan, gdzie ukazywała się od stycznia 2019 do marca 2021.
Na podstawie mangi studio Nomad wyprodukowało serial anime, który emitowano od lipca do września 2024.

## Fabuła
Eiji Kitahama, uczeń drugiej klasy liceum, pragnie popularności bardziej niż czegokolwiek innego, a jego dni są wypełnione marzeniami o byciu otoczonym przez podziwiających go rówieśników. Rin Nanakura, jego młodsza koleżanka z kółka teatralnego, postanawia wykorzystać swoje niezwykłe umiejętności aktorskie, aby pomóc Eijiemu osiągnąć ten wzniosły cel. Dzięki swojemu talentowi tworzy harem kochających dziewcząt, z których każda obsypuje Eijiego uczuciami. Jednak za tymi różnorodnymi postaciami kryje się sama Rin, a jej uczucia do Eijiego są prawdziwe, choć ten zupełnie nie zdaje sobie z nich sprawy.

## Bohaterowie
- Eiji Kitahama (jap. 北浜 瑛二 Kitahama Eiji)

Seiyū: Nobuhiko Okamoto 
Członek kółka teatralnego i starszy kolega Rin. Jego marzeniem jest być popularnym i mieć harem, zupełnie jak w mandze. Aby spełnić jego życzenie, Rin wciela się w różne archetypy, mając nadzieję, że dzięki temu ubarwi jego świat. Często mylnie interpretuje działania Rin jako część jej aktorstwa, gdyż w dużej mierze nie zdaje sobie sprawy, że jest w nim zakochana.
- Rin Nanakura (jap. 七倉 凛 Nanakura Rin)

Seiyū: Saori Hayami 
Członkini kółka teatralnego, która jest aktorką metodyczną. Wdaje się w sytuacje komediowe z Eijim, w których udaje różne archetypy, takie jak „tsundere-chan” i „cool-chan”. Jest szaleńczo zakochana w Eijim, jednak sam Eiji często nie potrafi właściwie odczytać jej uczuć ze względu na jej umiejętności aktorskie. Pod koniec serii zostaje aktorką, a ona i Eiji pobierają się.
- Ayaka Nanakura (jap. 七倉 綾香 Nanakura Ayaka)

Seiyū: Mai Narumi 
Młodsza siostra Rin. Jest uczennicą szkoły podstawowej.
- Motokuni Nakayama (jap. 中山 元邦 Nakayama Motokuni)

Seiyū: Jun’ichi Suwabe 
Członek kółka teatralnego.
- Tsuguto Iwata (jap. 岩田 嗣人 Iwata Tsuguto) / Tsu-chan (jap. つーちゃん Tsū-chan)

Seiyū: Kōji Yusa 
Członek kółka teatralnego, który pracuje jako scenarzysta. Jest także dobry w opowiadaniu historii o duchach.
- Megu (jap. めぐ)

Seiyū: Maria Abo 
Uczennica Liceum Kouban i bliska przyjaciółka Rin.
- Kiri Shirasawa (jap. 白沢 きり Shirasawa Kiri)

Seiyū: Minako Sato 
Uczennica pierwszego roku, która dołącza do kółka teatralnego. Podziwia Rin.

## Manga
Seria początkowo ukazywała się jako komiks internetowy na Twitterze Saitō od 20 czerwca 2018 do 5 marca 2021. Później była również publikowana równolegle w magazynie „Gekkan Shōnen Sunday” od 12 stycznia 2019 do 12 marca 2021. Wydawnictwo Shōgakukan zebrało jej rozdziały w 6 tankōbonach, wydawanych od 12 marca 2019 do 12 kwietnia 2021.
| Nr | Data wydania (język japoński) | ISBN (język japoński)  |
| -- | ----------------------------- | ---------------------- |
| 1  | 12 marca 2019                 | ISBN 978-4-09-129095-3 |
| 2  | 8 sierpnia 2019               | ISBN 978-4-09-129365-7 |
| 3  | 10 stycznia 2020              | ISBN 978-4-09-129580-4 |
| 4  | 12 czerwca 2020               | ISBN 978-4-09-850140-3 |
| 5  | 12 listopada 2020             | ISBN 978-4-09-850325-4 |
| 6  | 12 kwietnia 2021              | ISBN 978-4-09-850468-8 |

## Anime
Adaptacja w formie telewizyjnego serialu anime została zapowiedziana 10 kwietnia 2023. Seria została wyprodukowana przez studio Nomad i wyreżyserowana przez Toshihiro Kikuchiego. Za scenariusz odpowiadała Yūko Kakihara, postacie zaprojektował Yoshihisa Sato, a muzykę skomponował Takeshi Watanabe. Anime emitowano od 5 lipca do 20 września 2024 w Tokyo MX i innych stacjach. Motywem otwierającym jest jest „Blouse” (jap. ブ ラ ウ ス) w wykonaniu Gohobi, natomiast końcowym „Ad-lib” (jap. アドリブ) autorstwa Saori Hayami. Prawa do streamingu serii nabył Crunchyroll.

## Odbiór
W 2019 roku seria była nominowana do 5. nagrody Next Manga Award w kategorii drukowanej i zajęła siódme miejsce spośród 50 nominowanych.